# Pierre-Antoine Quillard

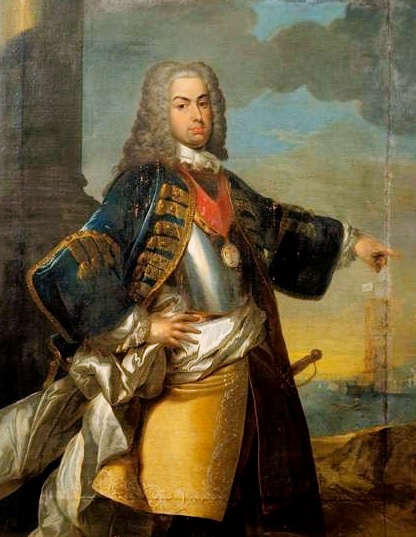
D. João V, por Pierre-Antoine Quillard.

Pierre-Antoine Quillard, ( Paris por volta do ano de 1700 - Lisboa em 25 de Novembro de 1733), é um retratista, pintor e gravurista francês.
Enquanto estudante foi aluno e seguiu estilo de Antoine Watteau, o seu traço era perfeito e, com 11 anos de idade dava tantas esperanças que o cardeal Fleury apresentou algumas das suas obras ao rei Luís XV que lhe concedeu uma pensão.
Depois de seu fracasso no Prix de Roma em 1724 e 1725, onde obteve por duas vezes o segundo prémio, aceitou a oferta de Charles Frederick Merveilleux, médico suíço ligado à corte de Lisboa, e muda-se para Portugal com o fim de desenhar as produções vegetais do reino, que aquele queria para compor um herbário que preparava. Quando chegou à capital portuguesa, o príncipe herdeiro D. José deu-lhe uma pensão de 80 cruzados por mês.
Depois de trabalhar algum tempo na Flora de Charles Frederick Merveilleux, foi nomeado pintor da corte de D. João V em 1727, com a encomenda de pintar os tectos dos aposentos da rainha, os quais, todos eles, desapareceram no terramoto de Lisboa de 1755. Juntamente com outros pintores franceses e flamengos é designado para ilustrar as publicações na nova Academia Portuguesa de História, fundada em Lisboa em 1721.
Trabalhou ainda para o Marquês de Alegrete e Conde da Ericeira e também produziu várias pinturas, sendo muito estimado, para o palácio de D. Jaime, duque de Cadaval.
Pierre-Antoine Quillard terá pintado doze telas da Sé de Aveiro (antigo convento de S. Domingos) por volta de 1730, a pedido de Gabriel de Lencastre, sétimo duque de Aveiro. As imagens (120 x 130 cm) representam figuras da ordem de S. Domingos.

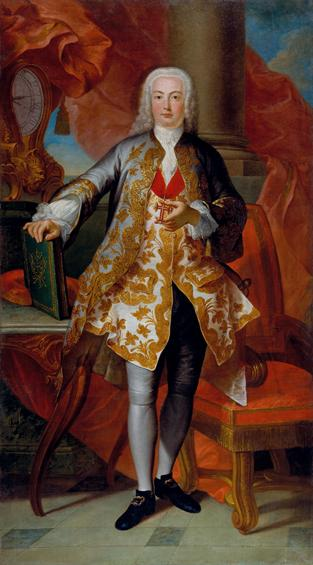
Príncipe D. José, por Pierre-Antoine Quillard.